# Жонатан Зебина
Жонатан Зебина (на френски: Jonathan Zebina) е френски професионален футболист игрещ като десен бек за Бреша. Атакуващ десен защитник, той може да изпълнява ролята и на централен защитник.